# James Davies Lewin
Pour les articles homonymes, voir James Davies (homonymie), Davies et Lewin.
James Davies Lewin (1er avril 1812 - 11 mars 1900) était un homme d'affaires et un sénateur canadien du Nouveau-Brunswick.

## Biographie
James Davies Lewin naît le 1er avril 1812 dans le Powys, au Pays de Galles.
Il est nommé sénateur sur avis de Alexander Mackenzie le 10 novembre 1876 et le reste jusqu'à sa mort, le 11 mars 1900.